# Čestmír Řanda
Čestmír Řanda (5. prosince 1923 Rokycany – 31. srpna 1986 Praha) byl český herec a divadelní režisér.

## Život
Absolvoval strojní průmyslovku (1944), nastoupil zaměstnání v Kovohutích Rokycany a současně se věnoval ochotnicky divadlu. Po válce začal na doporučení Jaroslava Průchy studovat herectví na dramatickém oddělení pražské konzervatoře (absolutorium 1948).
Ještě jako posluchač účinkoval i v pražském Národním divadle. Pokračoval ve studiu na pražské AMU, kde byl žákem profesora Miloše Nedbala.
Po vystudování konzervatoře se stal členem Divadla Josefa Kajetána Tyla v Plzni (1948–60), kde byl též činný jako režisér. V roce 1960 následoval režiséra Luboše Pistoria do pražského Divadla na Vinohradech (1960–1966). Od roku 1966 byl pak až do své smrti v roce 1986 členem činohry Národního divadla, v sezóně 1969–1970 vykonával i funkci šéfa činohry ND. Pohřben je v Praze na Vyšehradském hřbitově.
Působil rovněž úspěšně ve filmu, rozhlase a v televizi, zabýval se také dabingem. Věnoval se i autorské a dramaturgické tvorbě, napsal řadu skečů pro rozhlasové a televizní vysílání.

## Ocenění
- 1977 Zasloužilý člen ND
- 1978 titul zasloužilý umělec

## Vybrané divadelní role
- 1946 G. B. Shaw: Pygmalion, Třetí občan, Stavovské divadlo, režie Vojta Novák
- 1948 Jaroslav Kvapil: Princezna Pampeliška, Královský kuchař, Vojín v jeho táboře, Stavovské divadlo, režie Jaroslav Kvapil
- 1963 William Shakespeare: Julius Caesar, Divadlo československé armády, režie Jaroslav Dudek
- 1964 Henrik Ibsen: Nápadníci trůnu, biskup Arnessön, Divadlo československé armády, režie František Štěpánek
- 1966 William Shakespeare: Romeo a Julie, Kapulet, Národní divadlo, režie Otomar Krejča
- 1968 Karel Čapek: Bílá nemoc, Baron Krüg, Tylovo divadlo, režie Evžen Sokolovský
- 1974 Edmond Rostand: Cyrano z Bergeracu, Montfleury, Tylovo divadlo, režie Miroslav Macháček
- 1975 Nikolaj Vasiljevič Gogol, V. Hudeček, J. Lexa: Mrtvé duše, Pavel Ivanovič Čičikov, Národní divadlo, režie Václav Hudeček
- 1976 M. Gorkij: Měšťáci, Tětěrev, Tylovo divadlo, režie Miroslav Macháček
- 1980 William Shakespeare: Král Lear, Hrabě z Glostru, Tylovo divadlo, režie Zdeněk Kaloč
- 1982 Karel Čapek: Matka, Starý pán, Tylovo divadlo, režie František Laurin
- 1985 N. F. Pogodin: Kremelský orloj, Optimista, Národní divadlo, režie J. V. Radomyslenskij j. h .

## Filmový herec
Do povědomí široké veřejnosti se Čestmír Řanda dostal především díky své práci ve filmu. Ztvárnil velkou řadu filmových postav. Režiséři jej často obsazovali kvůli jeho hereckým kvalitám, snad trochu také pro jeho nevšední hřmotnou postavu. Hrál ve více než 40 filmech a ztvárnil řadu televizních rolí (viz externí odkazy).

## Film
- 1953 Krejčovská povídka – role: Slavomír Mlejnek
- 1957 Bomba – role: zedník
- 1968 Rakev ve snu viděti… – role: lupič a saxofonista Milan Weyr
- 1970 Pane, vy jste vdova! – role: ministerský předseda generál Omar Otis
- 1974 Jak utopit dr. Mráčka aneb Konec vodníků v Čechách – role: vodník Albert Bach
- 1976 Bouřlivé víno – role: Ing. Stanislav Houkal
- 1976 Honza málem králem – role: hospodský
- 1977 Což takhle dát si špenát – role: docent Mlejnek

## Televize
- 1965 Muž, žena, Žoržík a klíč (TV inscenace) – role: opilý soused, chemik
- 1965 Zločin na poště (inscenace povídky) – role: strážmistr Brejcha
- 1969 Proklatě váhavý svědek (soudnička) – role: řidič Josef Keprt
- 1969 Úsměvy světa (cyklus) – role: pan Milberry (1. díl: Jerome Klapka Jerome - 2. povídka: Překvapení pana Milberryho)
- 1970 Úsměvy světa (cyklus) – role: Alexej Semenyč Buldějev, generálmajor ve výslužbě (2. díl: A. P. Čechov - 3. povídka: Koňské příjmení)
- 1970 Bližní na tapetě (cyklus mikrokomedií Malé justiční omyly) – role: policejní vyšetřovatel, doktor (2.příběh: Zeď)
- 1971 Úsměvy světa (cyklus) – role: novinář (3. díl: Mark Twain – 1. povídka: Interview)
- 1971 Prodej (komedie na motivy povídky Guy de Maupassanta) – role: soudce
- 1971 Bližní na tapetě (cyklus mikrokomedií Malé justiční omyly) – role: Mašek, otec Martiny (7.příběh: Tatínek)
- 1971 Hostinec U koťátek (seriál) – role: Alois Hrouda
- 1972 Bližní na tapetě (cyklus mikrokomedií Malé justiční omyly) – role: otec František Bláha, dispečer v důchodu (11. příběh: Belle-Mére)
- 1972 Úsměvy světa (cyklus) – role: kouzelník (4. díl: Stephen Leacock - 5. povídka: Kouzelníkova pomsta)
- 1972 Úsměvy světa (cyklus) – role: šéfkuchař Vatel (5.díl: Puding a la Chipolatta)
- 1972 Úsměvy světa (cyklus) – role: šéfredaktor (6. díl: O' Henry (ztvárnění 4 povídek) – 2. povídka: Šifra pana Collowaye)
- 1972 Vychovatel (komedie) – role: hejtman
- 1974 Královské řádění (TV inscenace hry) – role: Mistr Theodorik
- 1975 Nejmladší z rodu Hamrů (TV seriál) – role: sedlák ve Čkyni (1. díl)
- 1976 Muž na radnici (TV seriál) – role: předseda MěstNV v Lomnici Ludvík (5. a 6. díl)
- 1977 Ikarův pád (TV film) – role: strýc Karel
- 1979 Rovnice o jedné krásné neznámé... (TV hra) – role: vedoucí restaurace "Na Rohlíku"
- 1980 Arabela (TV seriál) – role: vysokoškolský profesor
- 1981 Okres na severu (TV seriál) – role: ředitel šachty dolu Pokrok Oldřich Soldán
- 1982 Dobrá Voda (TV seriál) – role: ředitel státního statku Dobrá Voda
- 1983 Tažní ptáci (TV film) – role: strýc Karel
- 1983 Létající Čestmír (TV seriál) – role: dr. Vágner
- 1984 Bambinot (TV seriál) – role: Brown

## Vybrané rozhlasové role
- 1959 William Shakespeare: Jak se vám líbí, režie Ludvík Pompe
- 1962 Podivuhodná dobrodružství Edudanta a Francimora, podle knihy Karla Poláčka, režie Jan Berger (režisér)
- 1964 William Shakespeare: Richard III., rozhlasová adaptace, překlad: Zdeněk Urbánek, rozhlasová úprava a režie: Josef Červinka, dramaturgie: Jaromír Ptáček, hudba: Marek Kopele. Hrají: král Richard III. (Jiří Adamíra), král Edvard IV. (Miloš Nedbal), vévoda z Clarence (Otakar Brousek), královna Alžběta (Vlasta Chramostová), lady Anna (Jaroslava Adamová), vévodkyně z Yorku (Leopolda Dostalová), vévoda z Richmondu (Luděk Munzar), vévoda z Buckinghamu (Čestmír Řanda), lord Stanley (Josef Větrovec), lord Hastings (Jaromír Spal), hrabě Rivers (Oldřich Janovský), Catesby (Bohumil Křížek), Radcliff (Bohumil Švarc), Brakenburry (Jiří Suk), londýnský starosta (Ladislav Kulhánek), měšťan a písař (Josef Patočka), vypravěč (Josef Červinka) a další.[7]
- 1965 Josef Jiří Kolár: Pražský žid, režie Václav Lohniský
- 1965 Jan Drda: Jsou živi, zpívají, režie Oldřich Hoblík
- 1966 Miloslav Stehlík: Linka důvěry, režie Jiří Horčička
- 1967 Ivan Vyskočil: Příhoda, režie Jiří Horčička
- 1968 Peter Karvaš: Malá anketa, režie Jiří Horčička
- 1969 Ilja Hurník: Hudebně doložený Ezop, režie Jiří Horčička
- 1970 Peter Karvaš: Rozhovory, režie Jiří Horčička
- 1974 Charles Dickens: Cvrček u krbu, role: Stackelton, režie: Josef Červinka
- 1974 Mirko Stieber: Dva, role: Frištenský, režie Jiří Horčička
- 1976 Stendhal: Kartouza parmská, role: Kníže, režie: Miroslava Valová.[8]
- 1975 Arthur Miller: O kočičce a mistru instalatérském, který se nezalekl, režie Jiří Horčička
- 1975 Alex Koenigsmark: Sbohem, bílí králíci, režie Jiří Horčička
- 1982 Pavel Hanuš: Clifton, režie Jiří Horčička [9]